# 合作編目
合作編目指的是一些圖書館為節省編目的人力與時間，以避免重複編目所採行的方式，以達成「一館編目，多館分享」 資源共享的理想。館際合作與資源共享，對圖書館而言是必然要面對的現實，這個趨勢最終的目的皆是在減少人力與資源的重覆浪費，能夠以較低的成本滿足多數圖書館的需求。
例如，有一些圖書館在某一時間內買了同一種書，那便由某一館先自行將該書編目分類，而後再將編目資料提供其他圖書館作直接的採用或稍微修改，利用這種方式，每個環節依此類推，所能節省下來的編目人力應是相當可觀。此種編目方式已實行多年，如美國、加拿大、日本、新加坡、英國等地區，都設有推動相關業務的中心，並且幾乎都有良好的管理制度。各個合作的單位都是基於平等互惠原則，擁有共同的作業標準規範，並訂定合作辦法，編定使用手冊，以確保書目資料品質。